# Miss Turismo Internacional 2017
Miss Turismo Internacional 2017 foi a edição comemorativa de 20 anos de realização do concurso de beleza feminino Miss Turismo Internacional. Esta edição se realizou no dia 6 de Dezembro - quebrando a tradição do concurso de ser o último realizado no ano, pois tinha o costume de ser realizado no dia 31 de dezembro -  no Sunway Resort Hotel & Spa, localizado na cidade satélite de Petaling Jaya, denominada desta forma devido a sua proximidade com a capital Kuala Lumpur. O evento foi gravado pela emissora oficial, RTM e será transmitido somente no dia 25 de Dezembro. Ariel Pearse, coroada no ano anterior, passou a faixa à campeã no final da cerimônia, sendo esta a filipina Jannie Alipo-On.

## Resultados

### Colocações
| Posição                 | País e Candidata |
| Vencedora               | - Filipinas - Jannie Alipo-On |
| 2º. Lugar               | - Austrália - Diana Hills |
| 3º. Lugar               | - Indonésia - Lois Tangel |
| 4º. Lugar               | - Polônia - Maja Sieron |
| 5º. Lugar               | - Brasil - Júlia Horta |
| (TOP 10) Semifinalistas | - Estados Unidos - Nicolle Velez - Malásia - Melissa Ng - Quênia - Wendy Omollo - República Checa - Jana Papežová - República Dominicana - Elianny Serra |

### Ordem dos Anúncios
| 1. Quênia 2. Indonésia 3. Estados Unidos 4. Austrália 5. Filipinas 6. República Dominicana 7. Polônia 8. Brasil 9. República Checa 10. Malásia |

## Quadro de Prêmios

### Prêmio Especial
O concurso distribuiu o seguinte prêmio:
| Prêmio           | País e Candidata             |
| Miss Ásia do Sul | - Tailândia - Kamolrut Tanon |

### Prêmios de Patrocinadores
O concurso distribuiu os seguintes prêmios:
| Prêmio                | País e Candidata              |
| Miss KL Sogo          | - Índia - Sakshi Gupta        |
| Miss Secret Charm     | - Tailândia - Kamolrut Tanon  |
| Miss Sogo Trendsetter | - Coreia do Sul - Kim Na-yeon |
| Miss Whoosh Glamorous | - Holanda - Rachel Aussems    |
| Langkawi Ambassador   | - Brasil - Júlia Horta        |
| Miss Gintell Wellness | - Filipinas - Jannie Alipo-On |

### Miss Talento
A candidata com o melhor talento da competição:
| Prêmio | País e Candidata |
| 1      | - TBD            |

## Candidatas
Disputaram o título este ano:
| - Argentina - Ludmila Martínez - Armênia - Anahit Grigoryan - Austrália - Diana Hills - Bolívia - María René Rivero - Bielorrússia - Svetlana Gorbacheva - Bósnia e Herzegovina - Merima Darman - Brasil - Júlia Horta - Camboja - Srey Keo Kem - Cazaquistão - Zhuldyzay Aidynova - Chipre - Roxana Senanayake - Coreia do Sul - Kim Na-yeon - Costa Rica - Karol Abarca - Dinamarca - Mona Lindgaard - Egito - Heba El Essawy - Estados Unidos - Nicolle Velez - Estônia - Kristin Aarma | - Filipinas - Jannie Alipo-On - Finlândia - Nana Partanen - França - Julia Boivin - Geórgia - Ketevan Nozadze - Grécia - Vasiliki Konstanteli - Holanda - Rachel Aussems - Índia - Sakshi Gupta - Indonésia - Lois Tangel - Islândia - Sunna Dögg - Itália - Federica Dimonte - Japão - Misaki Hoshi - Letônia - Karolina Matrosova - Macedônia do Norte - Biljana Arbovska - Malásia - Melissa Ng Sook Khuan - Moldávia - Alexandra Rusu - Nova Zelândia - Aysu Shahin | - Panamá - Guadalupe Quiróz - Paraguai - Ellen Morán - Polônia - Maja Sieron - Portugal - Miriam Pedroso - Quênia - Wendy Omollo - Quirguistão - Aigerim Abdraimova - República Checa - Jana Papežová - República Dominicana - Elianny Serra - Romênia - Ana-Maria Șerban - Rússia - Alina Kostina - Sérvia - Miona Jovanović - Suécia - Anna Westlin - Tailândia - Kamolrut Tanon - Turquia - Helin Gökçen - Uganda - Challa Elma Kapel |

## Histórico

### Desistências
- Canadá - Kylee Anderson
- Laos - Malisa Sidachanh
- Nigéria - Enuanwa Blessing [10]